# Shane Pinto
Shane Pinto (Franklin Square, Nueva York, 12 de noviembre de 2000) apodado The Bean o Beans, es un jugador profesional estadounidense de hockey sobre hielo que se desempeña en la posición de centro en Ottawa Senators, equipo de la National Hockey League (NHL).

## Carrera
Fue seleccionado en la segunda ronda en la NHL Entry Draft de 2019. En 2020 hizo su debut profesional con el equipo Ottawa Senators, donde lleva jugando cuatro temporadas.